# Krośnice (Mazovie)
Pour les articles homonymes, voir Krośnice.
Krośnice (prononciation : [krɔɕˈnit͡sɛ]) est un village polonais de la gmina de Stupsk dans le powiat de Mława de la voïvodie de Mazovie dans le centre-est de la Pologne.
Il se situe à environ 8 kilomètres au sud de Stupsk (siège de la gmina), 19 kilomètres au sud-est de Mława (siège du powiat) et à 91 kilomètres au nord-ouest de Varsovie (capitale de la Pologne).
Le village compte approximativement une population de 200 habitants.

## Histoire
De 1975 à 1998, le village appartenait administrativement à la voïvodie de Ciechanów.